# Krupa (Chorwacja)
Krupa – wieś w Chorwacji, w żupanii zadarskiej, w mieście Obrovac. W 2011 roku liczyła 127 mieszkańców.